# Dmitrij Chvorostovskij
Dmitrij Aleksandrovitj Chvorostovskij (ryska: Дмитрий Александрович Хворостовский, Hvorostovsky med engelsk transkribering), född 16 oktober 1962 i Krasnojarsk i dåvarande Sovjetunionen, död 22 november 2017 i London, Storbritannien, var en rysk klassisk sångare (baryton).

## Biografi
Chvorostovskij föddes i Sibirien, och studerade vid kulturskolan i hemstaden Krasnojarsk för Jekaterina Iofel varpå han gjorde sin debut vid Krasnojarsks operahus i rollen som Marullo i Rigoletto. Han fick internationell uppmärksamhet när han 1989 vann BBC Cardiff Singer of the World competition med tolkningar av bland annat  Händels "Ombra mai fù" och "Per me giunto...O Carlo ascolta" från Verdis Don Carlos. Den första rollen i västvärlden var i Pjotr Tjajkovskijs Spader dam på operahuset i Nice. Sedan dess har han flera gånger uppträtt på världens stora operascener, såsom Metropolitan Opera (debut 1995), the Royal Opera House vid Covent Garden, Staatsoper Unter den Linden, La Scala och Wiener Staatsoper. 2003 framförde han "Var är ni, mina bröder?" (Песни военных лет) till minnet av andra världskriget vilket hade över 90 miljoner tittare på rysk TV. Chvorostovskij diagnosticerades med en hjärntumör 2015, men började uppträda igen under samma år.
Han har gett ut flera skivor med annan repertoar, däribland I Met You, My Love (2002), Where Are You My Brothers? (2003) och flera med musik av ryskt ursprung.